# 木村知夫
木村 知夫（きむら ともお、本名：木村 知生、1952年3月26日 - ）は、日本の漫画家。秋田県秋田市出身。代表作は『Let'sダチ公』。

## 経歴
かつてはフジオ・プロダクション劇画部で活動し、芳谷圭児のアシスタントを務めていた。『天才バカボン』の劇画タッチの部分を担当したこともある。
1976年、集英社主催の第11回手塚賞で『かぐや姫戦争』にて佳作入選し、同作にてデビュー（木村知生名義）。初期は本名の木村知生名義で活動していた。
1985年、秋田書店の少年誌『週刊少年チャンピオン』にて連載開始された『Let'sダチ公』（原作：積木爆）が約3年半の長期連載作品となり、以降主に同社の少年誌や青年誌、またリイド社や日本文芸社、集英社等他社の青年誌でも主に漫画原作者とコンビを組み作品を発表している。

## 作品リスト

### 漫画

#### 木村知生名義
- 劇画ジョージ・M・ウイリアムス（1975年、曙出版、原作：中江克己、全1巻）
- UFO狩り（1977年、週刊少年ジャンプ、集英社、原作：三木孝祐、全1巻）※単行本はグリーンアロー出版社発行
- ウルトラ戦士大決戦（1980年 コロコロコミック夏休み増刊号）
- 無敵ロボ トライダーG7（1980年 冒険王）
- 黄金戦士ゴールドライタン（1981年 冒険王）
- 毒舌桃平 強いか弱いか!?（1982年-1983年、週刊ヤングジャンプ、集英社、原作：小池一夫、全7巻）
- 魔獣戦士タイガー（1983年-1985年、週刊少年チャンピオン、秋田書店、原作：村形順子、全7巻）
- ハッスルもん太（1984年、月刊少年ジャンプ、集英社、原作：村形順子、全1巻）

#### 木村知夫名義
- Let'sダチ公（1985年-1988年、週刊少年チャンピオン、秋田書店、原作：積木爆、全18巻）
- 冒険王（1990年-1991年、週刊少年チャンピオン、秋田書店、原作：積木爆、全4巻）
- マルボウ!（1992年、秋田書店、原作：積木爆、全2巻）
- 武頼漢（1993年、週刊少年チャンピオン、秋田書店、原作：鳴海丈、全1巻）
- I'mダチ公（1994年、週刊少年チャンピオン、秋田書店、原作：積木爆、全1巻）
- 学ランゴルファー鷲（1994年、週刊漫画ゴラク、日本文芸社、未単行本化、全8話）
- 花魁夜叉（2002年、リイド社、原作：原麻紀夫、全2巻）
- 必殺仕置長屋（1999年、サスペリア増刊 ZOKUZOKU、秋田書店／2004年-2006年、コミック時代活劇、ホーム社、脚本：山田誠二、全4巻[6]）
  - 必殺仕置長屋 一筆啓上編（2019年-、時代劇コミック 斬／漫画時代劇、ガイドワークス、原作：山田誠二、未単行本化）
- 新Let'sダチ公 極道大学金時計（2006年-2007年、日本文芸社、原作：積木爆、全4巻）
- 旬魚礼讃（2007年、日本文芸社、原作：九十九森、全1巻）
- マッチョ★マックス（2011年、週刊漫画サンデー、未単行本化）
- マッチョ★マックス Reborn（2012年、週刊漫画サンデー、未単行本化）
- 女子中学生 祓（2014年-2015年、ストレンジャーソレント、小池書院、原作：小津夕喜、未単行本化）
- 喰棲記 ～朱眼のヴァールチカ～（2015年12月号-、ストレンジャーソレント、小池書院、原作：伊里侑也、未単行本化）

### イラスト
- コミック日本の名城（実業之日本社）熊本城、五稜郭等を担当。